# Cuba en los Juegos Olímpicos de Atlanta 1996
Cuba estuvo representada en los Juegos Olímpicos de Atlanta 1996 por un total de 164 deportistas, 111 hombres y 53 mujeres, que compitieron en 15 deportes.
El portador de la bandera en la ceremonia de apertura fue el esgrimidor Rolando Tucker.

## Medallistas
El equipo olímpico cubano obtuvo las siguientes medallas:
| Nombre                                    | Deporte            | Competición        |
| ----------------------------------------- | ------------------ | ------------------ |
| Oro                                       |                    |                    |
| Equipo                                    | Béisbol            | Torneo M           |
| Maikro Romero                             | Boxeo              | 51 kg M            |
| Héctor Vinent                             | Boxeo              | 63,5 kg M          |
| Ariel Hernández                           | Boxeo              | 75 kg M            |
| Félix Savón                               | Boxeo              | 91 kg M            |
| Pablo Lara                                | Halterofilia       | 76 kg M            |
| Filiberto Azcuy                           | Lucha grecorromana | 74 kg M            |
| Equipo                                    | Voleibol           | Torneo F           |
| Driulis González                          | Judo               | –56 kg F           |
| Plata                                     |                    |                    |
| Ana Fidelia Quirós                        | Atletismo          | 800 m F            |
| Arnaldo Mesa                              | Boxeo              | 54 kg M            |
| Juan Hernández                            | Boxeo              | 67 kg M            |
| Alfredo Duvergel                          | Boxeo              | 71 kg M            |
| Iván Trevejo                              | Esgrima            | Espada ind. M      |
| Juan Luis Marén                           | Lucha grecorromana | 62 kg M            |
| Rodolfo Falcón                            | Natación           | 100 m espalda M    |
| Estela Rodríguez                          | Judo               | +72 kg F           |
| Bronce                                    |                    |                    |
| Yoelbi Quesada                            | Atletismo          | Triple salto M     |
| Elvis Gregory Rolando Tucker Óscar García | Esgrima            | Florete por eqs. M |
| Alexis Vila                               | Lucha libre        | 48 kg M            |
| Neisser Bent                              | Natación           | 100 m espalda M    |
| Amarilis Savón                            | Judo               | –48 kg F           |
| Legna Verdecia                            | Judo               | –52 kg F           |
| Diadenis Luna                             | Judo               | –72 kg F           |
| Israel Hernández                          | Judo               | –65 kg M           |